# Ixiolaena viscosa
Ixiolaena es un género monotípico de plantas con flores perteneciente a la familia de las asteráceas. Su única especie: Ixiolaena viscosa, es originaria de Australia.

## Descripción
Es una hierba erguida a extendida, pegajosa, anual o perenne, que alcanza un tamaño de 0.08-0.4 m de altura. Las flores de color blanco se producen en octubre-diciembre o enero-marzo en suelos de color blanco / gris o negra,  arenoso. En laderas, dunas de arena, bordes de pantanos, barrancos. en Australia Occidental.

## Taxonomía
Ixiolaena viscosa fue descrita por  George Bentham   y publicado en Enumeratio plantarum quas in Novae Hollandiae ora austro-occidentali ad fluvium Cygnorum et in sinu Regis Georgii collegit Carolus Liber Baro de Hügel 66. 1837.
Basónimo
- Leiocarpa brevicompta (F.Muell.) Paul G.Wilson